# Спиридонов, Алексей Михайлович
Алексе́й Миха́йлович Спиридо́нов (4 [17] марта 1909, с. Нижняя Синячиха, Верхотурский уезд, Пермская губерния, Российская империя — 6 сентября 1988, Новосибирск, РСФСР) — советский партийный и государственный деятель, первый секретарь Сахалинского (1940—1943), Амурского (1943—1947) и Марийского обкомов ВКП (б)-КПСС (1951—1957).

## Биография
Член ВКП(б) с 1929 г. В 1937 г. окончил Центральные курсы руководящих работников Комитета по заготовкам сельскохозяйственных продуктов при СНК СССР, в 1950 г. — Высшую партийную школу при ЦК ВКП(б), в 1958 г. — курсы секретарей обкомов и председателей облисполкомов при ЦК КПСС.
- 1928—1929 гг. — в войсках ОГПУ,
- 1930—1931 гг. — председатель сельскохозяйственной коммуны «Искра революции» (Нижне-Тавдинский район Уральской области),
- 1931—1934 гг. — токарь, заместитель начальника металлургического цеха, председателя заводского комитета, заведующий сельскохозяйственным сектором заводского комитета металлургов Алапаевского металлургического завода (Уральская область),
- 1934—1936 гг. — заместитель уполномоченного Комитета по заготовкам сельскохозяйственных продуктов при СНК СССР по Алапаевскому району (Свердловская область),
- январь-ноябрь 1937 г. — уполномоченный Комитета по заготовкам сельскохозяйственных продуктов при СНК СССР по Тамбовскому району (Дальне-Восточный край),
- 1937—1939 гг. — первый секретарь Тамбовского районного комитета ВКП(б) (Дальне-Восточный край),
- 1939—1940 гг. — заместитель председателя исполнительного комитета Хабаровского краевого Совета,
- 1940—1943 гг. — первый секретарь Сахалинского областного комитета ВКП(б),
- 1943—1947 гг. — первый секретарь Амурского областного комитета ВКП(б),
- 1950—1951 гг. — в аппарате ЦК ВКП(б),
- 1951—1957 гг. — первый секретарь Марийского областного комитета ВКП(б) — КПСС,
- 1958—1962 гг. — заместитель председателя исполнительного комитета Новосибирского областного Совета,
- 1962—1964 гг. — заместитель председателя исполнительного комитета Новосибирского сельского областного Совета,
- 1964—1968 гг. — заместитель председателя исполнительного комитета Новосибирского областного Совета,
- 1968—1980 гг. — председатель Новосибирского областного комитета народного контроля.

Член Центральной Ревизионной Комиссии КПСС (1952—1961). Депутат Верховного Совета РСФСР (1941—1947, 1963—1967), Верховного Совета СССР 4-го созыва (1952—1958). Делегат XIX—XXI съездов КПСС (1952, 1956, 1960).
С января 1980 года на пенсии.  Похоронен на Заельцовском кладбище (квартал 37).

## Награды и звания
- 3 ордена Трудового Красного Знамени (1942; 1966; 1971)
- орден Дружбы народов (16.03.1979)
- медали